# Chamaecrista absus
Chamaecrista absus är en ärtväxtart som först beskrevs av Carl von Linné, och fick sitt nu gällande namn av Howard Samuel Irwin och Rupert Charles Barneby. Chamaecrista absus ingår i släktet Chamaecrista och familjen ärtväxter. IUCN kategoriserar arten globalt som livskraftig.

## Underarter
Arten delas in i följande underarter:
- C. a. absus
- C. a. meonandra

## Bildgalleri

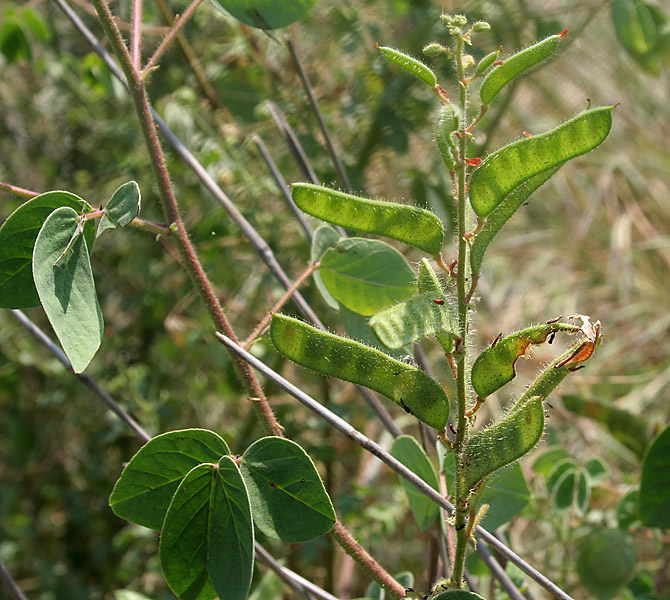
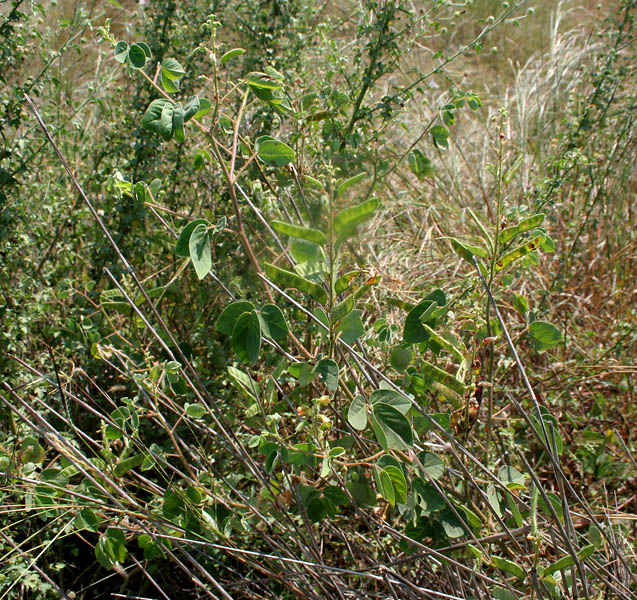
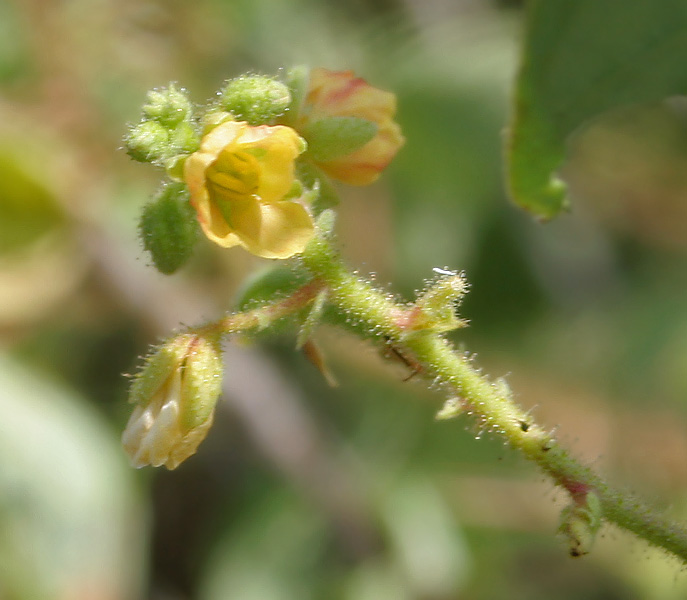
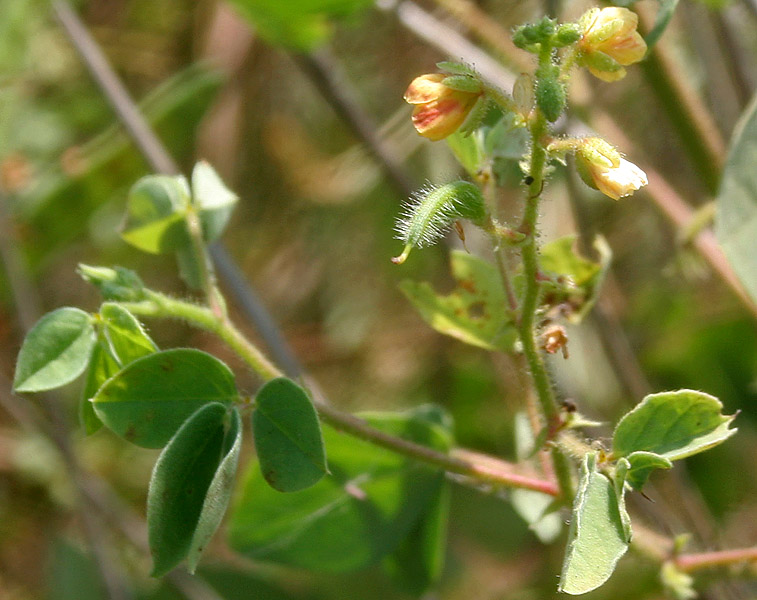